# Olefin (textilfiber)
Denna artikel handlar om olefin som textilfiber, för artikel om olefin som enkelomättade kolväten, se alken.
Olefin är en textilfiber. Den består av långa fiber av eten eller propylen-plast. Den italienska kemisten och nobelpristagaren Giulio Natta anpassade Olefin till textila applikationer. I Italien påbörjades produktionen av olefin-fibrer 1957   och året efter, 1958, började den tillverkas i USA. Ett handelsnamn på en Olefin-fiber är Spectra.
Olefin är en syntetfiber, vilket innebär att den kemiskt sett står nära plasterna. Syntetfibrer är i sin tur en typ av konstfiber. Olefin-fibrer väger mycket lite. De är färgbeständiga, starka och är också bland annat smutsavstötande och snabbtorkande. Olefin-fibrer används till kläder (såsom sportkläder och sockor), till biltextilier (såsom stoppning och säten), till heminredning (såsom mattor eller möbelstoppning). Olefin-fibern används även inom industrin till exempelvis mattor, vissa non-woven material som exempelvis Tyvek, rep, filter och geotextilier.